# Mecka Lind
Mecka Lind (* 1942 in Lund) ist eine schwedische Kinderbuchautorin.
Bevor sie 1982 ihr erstes Kinderbuch veröffentlichte, war sie in der Werbebranche, als Reiseleiterin und als freie Journalistin tätig. Seitdem hat sie viele Kinder- und Jugendbücher geschrieben, die in über zehn Sprachen übersetzt wurden. Sie erhielt zahlreiche internationale Preise, unter anderen den Buxtehuder Bullen sowie den Gustav-Heinemann-Friedenspreis für Kinder- und Jugendbücher.

## Werke
- Zu Hause in einem fremden Land. Boje, Erlangen 1990
- Johanna und der Kater Alfred. Bitter, Recklinghausen 1991
- Manchmal gehört mir die ganze Welt. Arena, Würzburg 1992
- Prickelina Pieks hebt ab!. Boje, Erlangen 1993
- Mama zieht Leine! Boje, Erlangen 1993
- Hahn Herkules hat Schluckauf. Boje, Erlangen 1995
- Isabel – ein Strassenkind in Rio. Arena, Würzburg 1995
- Anselmo – ein Kindersoldat in Mosambik. Arena, Würzburg 2000
- Franzi, Mozart und die Omas. Carlsen, Hamburg 2007
- Die Hühnerweihnacht. Ellermann, Hamburg 2009
- Aufruhr im Hühnerstall. Ellermann, Hamburg 2010